# Christianus Carolus Henricus van der Aa
Pour les articles homonymes, voir Van der Aa.
Christiaan Carolus Henricus van der Aa, né le 25 août 1718 à Zwolle et mort le 23 septembre 1793 à Haarlem, est un pasteur luthérien néerlandais.
Il fit ses études de théologie à Leyde et Iéna.
Il fut l’un des fondateurs et le premier secrétaire de la société des sciences établie à Haarlem en 1752. Il prêcha dans cette ville, et à l'occasion du 50e anniversaire de son entrée au ministère de Haarlem, une médaille à son effigie est gravée par Hultrey, un  graveur hollandais.

## Publications
- Verhandelingen over den aart van het gebed, in 32 bedestonden, Haarlem, 1747. (2e druk, 1793)
- Een-en-twintig Predikatiën over gewigtige onderwerpen, Haarlem, 1748 (2e druk, 1784)
- Onderzoek der hoofdoogmerken van onzen Heer J.C., in eenige der voornaamste gevallen zijns levens, Haarlem, 1755. (2e druk, 1793)
- Vier Predikatiën gehouden te Schiedam, bij gelegenheid van de oprigting dier gemeente enz., Haarlem, 1758, 8°. (2e druk, 1793)
- De Mensch als Gods beeld beschouwd, Haarlem, 1769.
- Leerrede over II. Cor. V. vs. 20: ter bevestiging van Ds. P.A. Hulsbeek, Haarlem, 1784.
- Aanspraak in het Luthersche Weeshuis te Haarlem, den 20 Januarij 1789, bij de viering der vijftigste verjaring van dat Godshuis.
- De vereischte van ware godsvrucht, om Gods beeld op aarde te wezen. Haarlem 1792.
- 's Menschen ingang tot heerlijkheid, om in het toekomende leven Gods beeld in volkomenheid te wezen, 3 dln., Haarlem, 1792.
- Leerrede over II Petri I. vs. 12-14, ter gedachtenis van zijnen 50jarigen Predikdienst bij de gemeente te Haarlem, 1792.

## Sources
- « C.-C. Henri van der Aa », Charles Weiss, Biographie universelle, ou Dictionnaire historique contenant la nécrologie des hommes célèbres de tous les pays, 1841 [détail des éditions].
- Jean-Chrétien-Ferdinand Hoefer, Nouvelle Biographie générale (1852), t. 1, Paris, Firmin-Didot, 1852 (lire sur Wikisource), p. 1-4